# Crise da Puntlândia (2001–2003)
A Crise de Puntlândia de 2001–2003 foi um conflito armado que ocorreu no estado autônomo da Puntlândia, no nordeste da Somália, na sequência de uma disputa de liderança entre o Coronel Abdullahi Yusuf Ahmed e o Coronel Jama Ali Jama, após este último ter sido eleito o novo presidente da região.
Após a criação de Puntlândia em 1998, o coronel Abdullahi Yusuf Ahmed foi eleito o primeiro presidente da região, liderando um governo regional de transição estabelecido por dois anos. Em 2000, o Governo Nacional de Transição da Somália foi formado, ao qual a administração de Yusuf se opôs por receio de que um novo estado centralizado favoreceria o sul. À medida que o mandato de Yusuf se aproximava do fim em 2001, a sua administração agiu de forma controversa para estender o seu governo, desencadeando um conflito civil em Puntlândia. O Coronel Jama Ali Jama, um rival político de Yusuf que apoiava a iniciativa do Governo Nacional de Transição, foi eleito em novembro de 2001.
As rivalidades se intensificaram e as tensões eclodiram em violência aberta depois que Yusuf rejeitou a eleição de Jama. A convite de Abdullahi Yusuf, a Força de Defesa Nacional Etíope interveio no conflito em apoio a ele, baseando-se no pretexto de que Jama era um apoiador do grupo militante islamista somali Al-Itihaad Al-Islamiya. O governo etíope opôs-se ao Governo Nacional de Transição e, por extensão, a Jama Ali, devido ao seu apoio ao mesmo.
Sob o pretexto de combater o "terrorismo" e com o apoio do exército etíope, Yusuf finalmente reafirmou o controle em maio de 2002, solidificando sua influência sobre Puntland.

## Contexto
Em maio de 1998, a região autônoma de Puntland foi formada no nordeste da Somália, com a cidade de Garowe declarada sua capital. O coronel Abdullahi Yusuf Ahmed, o antigo chefe da Frente Democrática de Salvação Somali, foi eleito para ser o primeiro presidente da região durante julho de 1998 por um período de transição de dois anos. Um parlamento e um gabinete foram estabelecidos para o território sob o mandato de Yusuf. Durante fevereiro de 2000, o governo de Puntland proibiu todas as atividades políticas até junho de 2001 – o fim programado do período de transição. O governo de Yusuf alegou que tinha tomado medidas para evitar distúrbios e guerra civil no território.

### Governo Nacional de Transição e tensões com a Etiópia
Em 2000, a primeira tentativa de reformar o estado central da Somália veio com a formação do Governo Nacional de Transição liderado pelo presidente Abdiqasam Salad Hassan. O surgimento do Governo Nacional de Transição alarmou o governo vigente de Puntlândia, que temia que uma Somália reunificada fosse orientada para o sul. Em janeiro de 2001, Abdullahi Yusuf solicitou que as Nações Unidas "revisassem sua decisão" de reconhecer o Governo Nacional de Transição e protestou à Liga Árabe sobre o apoio dado ao governo.
Desde meados da década de 1990, a Etiópia abastecia as milícias aliadas na Somália. Depois da formação do Governo Nacional de Transição, a Etiópia apoiou grupos na Somália que lhe resistiram e patrocinou ativamente a formação de alianças de oposição para preservar os seus interesses estratégicos. No período anterior ao conflito em Puntland, as tropas da Força de Defesa Nacional Etíope fizeram incursões frequentes para apoiar milícias que lutavam contra o Governo Nacional de Transição. A Etiópia apoiou uma coalizão de senhores da guerra para enfraquecer o Governo Nacional de Transição, do qual Abdullahi Yusuf era membro. Após os ataques de 11 de setembro, o governo etíope também rotulou os líderes do Governo Nacional de Transição como extremistas islâmicos que eram pró-Bin Laden.

## Conflito civil
O mandato de Abdullahi Yusuf como presidente de Puntlândia estava previsto para expirar no final de junho de 2001. Pouco antes do prazo final, a Câmara dos Representantes de Puntlândia aprovou, de forma controversa, uma extensão de três anos da administração de Yusuf. A medida foi rejeitada pelo Tribunal Superior de Puntlândia, que tentou, sem sucesso, anular a extensão, declarando todas as instituições governamentais sob seu controle. No entanto, as autoridades de Puntlândia anunciaram que Abdullahi Yusuf foi empossado para um segundo mandato. Essa medida foi rejeitada pelo presidente do Supremo Tribunal de Puntlândia, Yusuf Haji Nur, que posteriormente se autoproclamou presidente, e os anciãos seniores do clã confirmaram o papel de Haji como "presidente interino" em 31 de agosto de 2001. Abdullahi Yusuf rejeitou a decisão e ocorreram combates intensos entre as forças leais a Yusuf e Nur.
No final de agosto de 2001, uma conferência geral, com a presença de representantes de todos os principais clãs de Puntlândia, foi aberta em Garowe para eleger um novo presidente e vice-presidente, juntamente com uma nova assembleia. Após vários meses de deliberações, o Coronel Jama Ali Jama foi eleito Presidente da Puntlândia e Ahmed Mohamoud Gunle como seu vice-presidente em meados de Novembro de 2001.

### Guerra Yusuf – Jama
Abdullahi Yusuf rejeitou a eleição do novo presidente e os combates entre as forças de Jama e Yusuf eclodiram vários dias depois em Garowe. Ali Jama estava ligado ao Governo Nacional de Transição, o que alarmou o governo da Etiópia - pois estava determinado a removê-lo. Yusuf usou a "Guerra ao Terror" para justificar a operação e alegou que Jama apoiava o grupo militante islâmico Al-Itihaad Al-Islamiya. Em uma entrevista à BBC, Jama acusou Yusuf de usar força excessiva.
Em novembro de 2001, Abdullahi Yusuf atacou Garowe apoiado por 1.000 tropas etíopes. Os etíopes se retiraram no dia seguinte ao incidente. Jama se retirou para o porto de Bosaso, onde começou a se reorganizar para retomar a capital da região. As tropas etíopes finalmente expulsaram Jama e instalaram Yusuf seis meses depois, em maio de 2002. Yusuf afirmou que seus rivais políticos eram apoiados pela Al-Ittihad. Enquanto os combates entre Jama e Yusuf continuavam em dezembro de 2001, as tropas da Força de Defesa Nacional Etíope intervieram novamente em nome de Yusuf. No final do ano, Puntlândia estava efetivamente dividida em duas regiões controladas por Yusuf e Jama.
Em janeiro de 2002, a Etiópia enviou forças para Puntlândia, acusando Jama de abrigar membros da Al-Itihaad — uma alegação que Jama negou. Naquele mês, havia relatos de 300 tropas etíopes em Puntlândia. O Governo Nacional de Transição apelou à Etiópia para retirar suas tropas de Puntlândia, mas o governo etíope negou ter quaisquer forças lá, apesar de sua presença ser observada pela equipe das Nações Unidas na região. Yusuf declarou estado de emergência e suspendeu a constituição de Puntlândia, alegando que a mudança era necessária para resolver "confusões" causadas pelo Governo Nacional de Transição e seus apoiadores. Em maio de 2002, Yusuf lançou uma campanha de três dias com apoio militar etíope para capturar a cidade portuária de Bosaso, derrotou Jama e reafirmou seu controle sobre grande parte de Puntlândia.
No início de agosto de 2002, violentas escaramuças eclodiram entre as duas facções fora de Bosaso. Em 17 de agosto, Sultan Hurre do subclã Omar Mohamoud foi assassinado pelas forças de segurança de Abdullahi Yusuf. Hurre tinha sido um oponente proeminente de Yusuf durante o conflito. A facção de Yusuf baniu dois repórteres da BBC naquele mesmo mês por supostamente serem simpáticos a Jama. A Somali Broadcasting Corporation havia sido fechada pelos mesmos motivos vários meses antes.
No início de janeiro de 2003, combates irromperam entre Jama e Yusuf. Em 17 de maio de 2003, ambos os lados assinariam um acordo de paz.

## Nota
- Este artigo foi inicialmente traduzido, total ou parcialmente, do artigo da Wikipédia em inglês cujo título é «Puntland crisis (2001–2003)».